# Anita galibensis
Anita galibensis är en fjärilsart som beskrevs av William Schaus 1906. Anita galibensis ingår i släktet Anita och familjen tandspinnare. Inga underarter finns listade i Catalogue of Life.